# Oswald Thompson Allis
Oswald Allis Thompson (1880 - 1973) recebeu seu doutorado na Universidade de Berlim, e recebeu um título honorário da Divindade grau de Hampden Sydney College, em 1927. Ele ensinou no Departamento de Filologia Semítica da Universidade de Princeton Theological Seminary (1910-1929). Em 1929 Allis, J. Gresham Machen, Robert Dick Wilson e outros fundaram Seminário teólogico Westminster. Allis era independentemente rico e era sua propriedade, na Filadélfia, que inicialmente serviu como a casa do novo seminário. Ele ensinou em Westminster, durante seis anos, e renunciou em 1935 para se dedicar a escrever e estudar. Duas de suas obras mais notáveis são Profecia ea Igreja (1945) e Deus falou por Moisés (1951). Allis foi um teólogo cristão conservador que acreditava na autoria mosaica do Pentateuco.

## Livros
- Os Cinco Livros de Moisés. Os presbiterianos e reformados pub. Co. (1943)
- O Antigo Testamento: suas reivindicações e seus críticos
- Os Cinco Livros de Moisés: um reexame da teoria moderna que o Pentateuco é uma compilação tardia de fontes diversas e contraditórias pelos autores e editores cuja identidade é completamente desconhecida
- Deus falou a Moisés: Uma Exposição do Pentateuco (1951)
- Profecia e da Igreja: Uma análise do pedido de dispensacionalistas que a igreja cristã é um parêntese mistério que interrompe o cumprimento ... as profecias do reino do Antigo Testamento (1945)
- Unidade de Isaías
- A Nova Bíblia em Inglês, o Novo Testamento de 1961: Um estudo comparativo